# Тукак-Садай
Тукак-Садай — район в Индонезии, в провинции Банка-Белитунг, в округе Южная Банка. Население — 9960 чел. (2010).

## География и климат
Район расположен в южной части острова Банка. Рельеф местности плоский. На востоке округ отделён проливом от острова Лепар.
Климат в Тукак-Садае очень тёплый и влажный. Среднее значение давления воздуха в год — 1009,4 мбр. Среднегодовая температура — +27 °C. Влажность воздуха — 82,8%. Количество осадков в месяц — 287 мм.

## Административное деление
В состав кечаматана (района) входит ряд населённых пунктов:
- Букит-Терап[индон.]
- Пасир-Путих[индон.]
- Садай[индон.]
- Тирам[индон.]
- Тукак[индон.]

## Население
Численность населения Тукак-Садая в 2010 г. составляла 9960 человек (в 2008 г. — 13 338, в 2009 — 10 110, падение в 2010 по сравнению с 2009 — 1,48%). Плотность населения — 79 чел./км². Коэффициент соотношения полов — 1,09, т. е., мужчин больше, чем женщин, что в целом свойственно для всей Индонезии. 

## Экономика
Основу местной экономики составляет аграрный сектор. В районе выращивают огурцы (410 т в 2010 г.), кукурузу и сладкий картофель (60 т). Также выращивают перец (1509 т в 2010 г.) и производят резину из местного каучука (2122 т).
Ещё одним важным компонентом местной экономики является горно-добывающая промышленность. Правда, объём добычи олова несколько снизился в конце 2000-х гг. — с 249 т в 2009 г. до 226 т в 2010-м.
Доступ к электроэнергии имеет 44,06% домохозяйств (2010 г.).
Протяжённость дорог — 52 км, из них с асфальтовым покрытием — 74%.